# Tuggummipop
Tuggummipop (på engelska Bubblegum pop), i vissa fall även kallad plastpop eller trashdisco, är en oftast nedvärderande benämning [källa behövs] för en del musik som kan bestå av kommersiell pop, schlager, bubblegumdance-Eurodance eller disco. Ordet används ibland av massmedia för att vara nedlåtande mot artister som anses vara alltför kommersiella, och till exempel ser utseendet som minst lika viktigt som musiken.
Begreppet används för band från sent 1960- och tidigt 1970-tal. Några av mest kända grupperna från den tiden är 1910 Fruitgum Company, The Lemon Pipers, Ohio Express och The Archies, och även Middle of the Road och Sweet. Termen används även för musik från sent 1990-tal.